# Tuktoyaktuk
Tuktoyaktuk o Tuktuyaaqtuuq (in Inuvialuktun: sembra un caribù, familiarmente chiamata Tuk) è un centro abitato situato nella regione di Inuvik, Territori del Nord-Ovest (Canada).
È situato a nord del Circolo polare artico sulle rive dell'Oceano Artico. In passato era chiamato Port Brabant, ma venne rinominato nel 1950 quando tornò in uso il nome usato dai nativi americani.

## Geografia

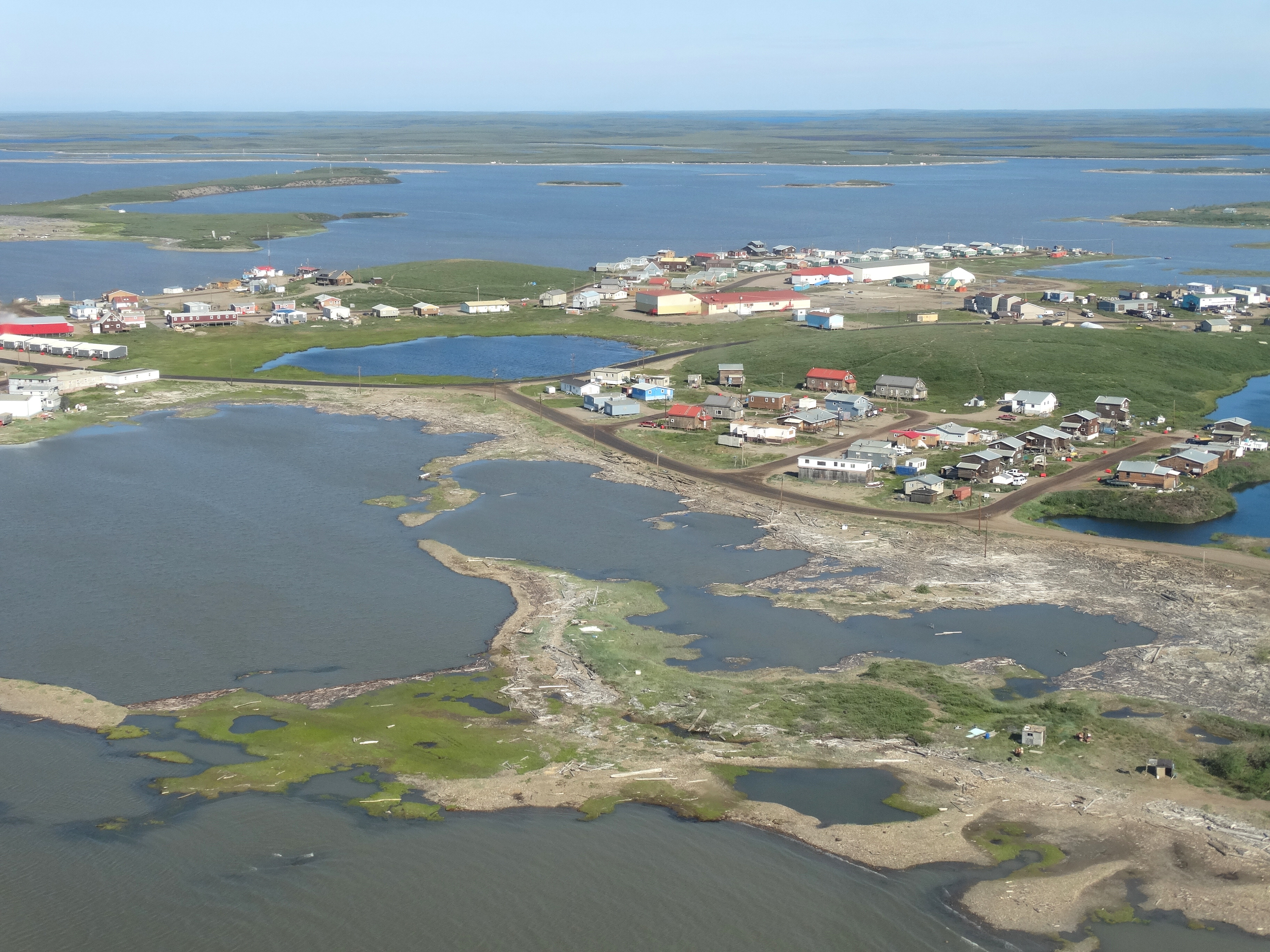
Panorama

L'abitato di Tuktoyaktuk si trova sulla penisola omonima nella baia di Kugmallit sulla costa del Mar Glaciale Artico e
d'estate è un porto per imbarcazioni da pesca. Fino a poco tempo fa il mare gelava per parecchi
mesi all'anno; ora - a causa del riscaldamento climatico - il periodo di gelo si è ridotto.
Il territorio circostante è coperto da tundra e la zona è famosa in Canada per la presenza
di numerosi pingo. Vi sono ancora importanti mandrie di caribù.
Il clima è subartico. La temperatura media di tutto l'anno è -10 °C; nel corso dell'anno
la media varia da -25 °C a gennaio a +14 °C a luglio. Le precipitazioni sono concentrate nel periodo estivo e sono comunque minime (24 mm all'anno).

## Storia
Il sito è stato utilizzato per secoli dagli inuit per la pesca delle beluga e la caccia dei caribù. All'inizio del XX secolo vi fu un certo apporto di popolazioni amerindiane. Nel
1937 la Compagnia della Baia di Hudson lo utilizzò come sede per il commercio di pelli. Nel 1947 vi
fu istituita una scuola nell'ambito del progetto di assimilazione degli inuit alla società di stile europeo.
Negli anni 1950 vi fu installata una stazione radar nell'ambito del Norad e fu realizzato un aeroporto. Negli anni 1960, a parte qualche impiegato nelle strutture pubbliche e nei trasporti, la maggior parte della popolazione viveva ancora secondo le linee tradizionali.
Negli anni 1970 vi fu un certo apporto di tecnici per la ricerca di petrolio nell'artico.

## Società

### Evoluzione demografica
Negli ultimi anni la popolazione è abbastanza stabile, poco al di sotto dei 1 000 abitanti (989 nel 2020).
Al censimento del 2016 risulta una popolazione piuttosto giovane (età mediana: 30 anni) e per quanto riguarda l'origine etnica gli abitanti identificano se stessi come: 91% inuit, 16% europei, 7% amerindiani. La somma è più del 100% perché alcuni si identificano con più origini.

## Infrastrutture e trasporti
Dal 2017 il villaggio è raggiungibile in automobile da Inuvik mediante la Inuvik Tuktoyaktuk Highway, percorribile tutto l'anno. Tuktoyaktuk è così l'unica località canadese sulla costa del Mar Glaciale Artico collegata alla rete stradale del Paese.
Dall'aeroporto James Gruben (codice IATA: YUB) fino al 2018
c'era un servizio regolare per Inuvik, poi cessato però perché l'apertura della strada aveva reso troppo
sporadico l'utilizzo degli aeroplani. Esso è attualmente utilizzato dall'aviazione generale.